# Algérie aux Jeux olympiques d'été de 2016
L'Algérie participe aux Jeux olympiques d'été de 2016 à Rio de Janeiro au Brésil du 5 août au 21 août. Il s'agit de sa 13e participation à des Jeux d'été, soit toutes les éditions depuis 1964 à l'exception des Jeux olympiques d'été de 1976 pour cause de boycott africain.

## Athlètes qualifiés par sport
Voici la liste des qualifiés algériens par sport :

## Athlétisme
Hommes
| Athlète             | Compétition     | Série         | Série | Demi-finales  | Demi-finales | Finales         | Finales                            |
| Athlète             | Compétition     | Performance   | Rang  | Performance   | Rang         | Performance     | Rang                               |
| ------------------- | --------------- | ------------- | ----- | ------------- | ------------ | --------------- | ---------------------------------- |
| Abdelmalik Lahoulou | 400 m haies     | 48 s 62       | 1er   | 49 s 08       | 4e           | Eliminé         | Eliminé                            |
| Miloud Rahmani      | 400 m haies     | 49 s 73       | 5e    | Eliminé       | Eliminé      | Eliminé         | Eliminé                            |
| Amine Belferar      | 800 m           | 1 min 48 s 40 | 3e    | 1 min 46 s 55 | 7e           | Eliminé         | Eliminé                            |
| Yassine Hathat      | 800 m           | 1 min 46 s 81 | 3e    | 1 min 44 s 81 | 3e           | Eliminé         | Eliminé                            |
| Taoufik Makhloufi   | 800 m           | 1 min 49 s 17 | 1e    | 1 min 43 s 85 | 2e           | 1 min 42 s 61   | Médaille d'argent, Jeux olympiques |
| Salim Keddar        | 1 500 m         | 3 min 40 s 63 | 11e   | Eliminé       | Eliminé      | Eliminé         | Eliminé                            |
| Taoufik Makhloufi   | 1 500 m         | 3 min 48 s 82 | 1er   | 3 min 39 s 88 | 2e           | 3 min 50 s 11   | Médaille d'argent, Jeux olympiques |
| Hicham Bouchicha    | 3 000 m steeple | 8 min 33 s 61 | 8e    | NC            | NC           | Eliminé         | Eliminé                            |
| Ali Messaoudi       | 3 000 m steeple | DSQ           | NC    | NC            | NC           | Eliminé         | Eliminé                            |
| Bilal Tabti         | 3 000 m steeple | 8 min 38 s 87 | 11e   | NC            | NC           | Eliminé         | Eliminé                            |
| Hakim Saadi         | Marathon        | NC            | NC    | NC            | NC           | 2 h 26 min 47 s | 104e                               |
| El Hadi Laameche    | Marathon        | NC            | NC    | NC            | NC           | DNF             | /                                  |

Femmes
| Athlète         | Compétition    | Séries         | Séries | Demi-finales | Demi-finales | Finale          | Finale |
| Athlète         | Compétition    | Performance    | Rang   | Performance  | Rang         | Performance     | Rang   |
| --------------- | -------------- | -------------- | ------ | ------------ | ------------ | --------------- | ------ |
| Souad Aït Salem | Marathon       | NC             | NC     | NC           | NC           | DNF             | NC     |
| Kenza Dahmani   | Marathon       | NC             | NC     | NC           | NC           | 2 h 38 min 37 s | 50e    |
| Amina Bettiche  | 3 000 m femmes | 10 min 26 s 91 | 18e    | NC           | NC           |                 |        |

Épreuves combinées
| Athlète        | Épreuve   | 100 m   | SL     | LP      | SH     | 400 m   | 110 m H | LD      | SP     | LJ      | 1 500 m       | Total     | Rang |
| -------------- | --------- | ------- | ------ | ------- | ------ | ------- | ------- | ------- | ------ | ------- | ------------- | --------- | ---- |
| Larbi Bourrada | Décathlon | 10 s 75 | 7,52 m | 13,78 m | 2,10 m | 47 s 98 | 14 s 15 | 42,39 m | 4,60 m | 66,49 m | 4 min 14 s 06 | 8 521 pts | 5e   |

## Aviron
Légende: FA = finale A (médaille) ; FB = finale B (pas de médaille) ; FC = finale C (pas de médaille) ; FD = finale D (pas de médaille) ; FE = finale E (pas de médaille) ; FF = finale F (pas de médaille) ; SA/B = demi-finales A/B ; SC/D = demi-finales C/D ; SE/F = demi-finales E/F ; QF = quarts de finale; R= repêchage
| Athlète         | Compétition  | Séries        | Séries | Repêchage     | Repêchage | Quarts de finale | Quarts de finale | Demi-finales  | Demi-finales | Finale        | Finale |
| Athlète         | Compétition  | Temps         | Rang   | Temps         | Rang      | Temps            | Rang             | Temps         | Rang         | Temps         | Rang   |
| --------------- | ------------ | ------------- | ------ | ------------- | --------- | ---------------- | ---------------- | ------------- | ------------ | ------------- | ------ |
| Sid Ali Boudina | Skiff hommes | 7 min 45 s 90 | 4 R    | 7 min 20 s 84 | 1 QF      | 7 min 13 s 59    | 5 SC/D           | 7 min 37 s 19 | 5 FD         | 7 min 06 s 64 | 23     |
| Amina Rouba     | Skiff femmes | 8 min 55 s 09 | 4 R    | 8 min 04 s 21 | 1 QF      | 8 min 21 s 00    | 6 SC/D           | 8 min 22 s 34 | 5 FD         | 7 min 46 s 55 | 21     |

## Boxe
| Athlète              | Catégorie                   | 1/16e de finale         | 1/8 de finale                       | Quart de finale                       | Demi finale         | Finale              | Finale |
| Athlète              | Catégorie                   | Adversaire Résultat     | Adversaire Résultat                 | Adversaire Résultat                   | Adversaire Résultat | Adversaire Résultat | Rang   |
| -------------------- | --------------------------- | ----------------------- | ----------------------------------- | ------------------------------------- | ------------------- | ------------------- | ------ |
| Mohamed Flissi       | Poids mouches (-52 kg)      | exempt                  | Bat Daniel Asenov 3-0               | Battue par Yoel Finol 0-3             |                     |                     |        |
| Fahem Hammachi       | Poids coqs (-56 kg)         | Battue par Jesus 1-2    |                                     |                                       |                     |                     |        |
| Reda Benbaziz        | Poids légers (-60 kg)       | Bat Abdelaal 3-0        | Bat Abdurashidof 3-0                | Battue par Dorjnyambuu Otgondalai 0-3 |                     |                     |        |
| Abdelkader Chadi     | Poids super-légers (-64 kg) | Battue par Teixeira 1-2 |                                     |                                       |                     |                     |        |
| Zohir Kedache        | Poids welters (-69 kg)      | Battue par Donnelly 0-3 |                                     |                                       |                     |                     |        |
| Ilyas Abbadi         | Poids moyens (-75 kg)       | Bat Ngamissengue 3-0    | Battue par Zhanibek Alimkhanuly 0-3 |                                       |                     |                     |        |
| Abdelhafid Benchabla | Poids mi-lourds (-81 kg)    | exempt                  | Bat Albert Ramirez 3-0              | Battue par Joshua Buatsi 0-3          |                     |                     |        |
| Chouaib Bouloudinat  | Poids lourds (-91 kg)       | exempt                  | Battue par St-Pierre 1-2            |                                       |                     |                     |        |

## Escrime
Les qualifications sont terminées.
|                  | Compétition          | 1/32 de finale   | 1/16 de finale   | 1/8 de finale    | Quarts de finale | Demi-finales     | Match pour la médaille de bronze Matchs de classement 5-8 | Match pour la médaille de bronze Matchs de classement 5-8 | Finale | Finale |
| Adversaire Score | Compétition          | Adversaire Score | Adversaire Score | Adversaire Score | Adversaire Score | Adversaire Score | Rang                                                      | Adversaire Score                                          | Rang   |        |
| ---------------- | -------------------- | ---------------- | ---------------- | ---------------- | ---------------- | ---------------- | --------------------------------------------------------- | --------------------------------------------------------- | ------ | ------ |
| Victor Sintès    | Fleuret individuelle | NC               | Richard Kruse    |                  |                  |                  |                                                           |                                                           |        |        |

| Athlète          | Compétition          | 1/32 de finale   | 1/16 de finale   | 1/8 de finale    | Quarts de finale | Demi-finales     | Match pour la médaille de bronze Matchs de classement 5-8 | Match pour la médaille de bronze Matchs de classement 5-8 | Finale           | Finale |
| Athlète          | Compétition          | Adversaire Score | Adversaire Score | Adversaire Score | Adversaire Score | Adversaire Score | Adversaire Score                                          | Rang                                                      | Adversaire Score | Rang   |
| ---------------- | -------------------- | ---------------- | ---------------- | ---------------- | ---------------- | ---------------- | --------------------------------------------------------- | --------------------------------------------------------- | ---------------- | ------ |
| Anissa Khelfaoui | Fleuret individuelle | NC               | Eleanor Harvey   |                  |                  |                  |                                                           |                                                           |                  |        |

## Cyclisme

### Cyclisme sur route
| Athlète               | Compétition             | Temps                  | Rang |
| --------------------- | ----------------------- | ---------------------- | ---- |
| Youcef Reguigui       | Course en ligne hommes  | DNF                    | -    |
| Youcef Reguigui       | Contre-la-montre hommes | n'a pas pris le départ | -    |
| Abderrahmane Mansouri | Course en ligne hommes  | DNF                    | -    |

## Football

### Tournoi masculin
L'équipe d'Algérie olympique de football gagne sa place pour les Jeux en atteignant la finale de la Coupe d'Afrique des nations des moins de 23 ans 2015.
| Rang | Équipe    | Pts | J | G | N | P | Bp | Bc | Diff |
| ---- | --------- | --- | - | - | - | - | -- | -- | ---- |
| 1    | Portugal  | 7   | 3 | . | . | . |    |    |      |
| 2    | Honduras  | 4   | 3 | . | . | . |    |    |      |
| 3    | Argentine | 4   | 3 | . | . | . |    |    |      |
| 4    | Algérie   | 1   | 3 | . | . | . |    |    |      |

Matchs de poule
| 4 août 2016       | Honduras | 3 - 2   | Algérie | | |
| 15h00 (UTC−03:00) | Romell Quioto 13e · Marcelo Pereira 33e · Anthony Lozano 79e                                                                                         | (2 - 0) | - | Stade olympique, Rio de Janeiro Spectateurs : 20 000 Arbitrage : Sandro Ricci Arbitres assistants : Emerson de Carvalho Marcelo Van Gasse Quatrième arbitre : Ryūji Satō | Stade olympique, Rio de Janeiro Spectateurs : 20 000 Arbitrage : Sandro Ricci Arbitres assistants : Emerson de Carvalho Marcelo Van Gasse Quatrième arbitre : Ryūji Satō |
| 15h00 (UTC−03:00) | Rapport |         | | Stade olympique, Rio de Janeiro Spectateurs : 20 000 Arbitrage : Sandro Ricci Arbitres assistants : Emerson de Carvalho Marcelo Van Gasse Quatrième arbitre : Ryūji Satō | Stade olympique, Rio de Janeiro Spectateurs : 20 000 Arbitrage : Sandro Ricci Arbitres assistants : Emerson de Carvalho Marcelo Van Gasse Quatrième arbitre : Ryūji Satō |
| 15h00 (UTC−03:00) | López () · Pereira · Álvarez · Vargas · Acosta ( 86e Paz) · Palacios 88e · Lozano · Quioto · Banegas ( 78e Espinal) · García · Elis ( 67e Benavídez) | Équipes | Chaâl () · Demmou · Kenniche ( 30e Abdellaoui) · Bounedjah 58e · Belkebla 90+1e · Benkablia ( 60e Meziane) · Haddouche · Benguit · Bendebka · Ferhani · Aït-Atmane ( 71e Darfalou) | Stade olympique, Rio de Janeiro Spectateurs : 20 000 Arbitrage : Sandro Ricci Arbitres assistants : Emerson de Carvalho Marcelo Van Gasse Quatrième arbitre : Ryūji Satō | Stade olympique, Rio de Janeiro Spectateurs : 20 000 Arbitrage : Sandro Ricci Arbitres assistants : Emerson de Carvalho Marcelo Van Gasse Quatrième arbitre : Ryūji Satō |

| Match 13              | Argentine | 2 - 1 | Algérie |                                 |                                 |
| 7 août 2016 18h00 BRT |           |       |         | Stade olympique, Rio de Janeiro | Stade olympique, Rio de Janeiro |

| Match 17               | Algérie | 1 - 1 | Portugal |                          |                          |
| 10 août 2016 13h00 BRT |         |       |          | Mineirão, Belo Horizonte | Mineirão, Belo Horizonte |

## Gymnastique

### Artistique
- Farah Boufadene

## Haltérophilie
| Athlète      | Compétition | Arraché  | Arraché | Épaulé-jeté | Épaulé-jeté | Total  | Rang |
| Athlète      | Compétition | Résultat | Rang    | Résultat    | Rang        | Total  | Rang |
| ------------ | ----------- | -------- | ------- | ----------- | ----------- | ------ | ---- |
| Walid Bidani | +105 kg     | 190 kg   |         | 220 kg      |             | 410 kg | 13e  |

| Athlète              | Compétition | Arraché  | Arraché | Épaulé-jeté | Épaulé-jeté | Total  | Rang |
| Athlète              | Compétition | Résultat | Rang    | Résultat    | Rang        | Total  | Rang |
| -------------------- | ----------- | -------- | ------- | ----------- | ----------- | ------ | ---- |
| Fatima-Zohra Bouchra | 75 kg       | 87 kg    |         | 105 kg      |             | 192 kg | 15e  |

## Judo
| Athlète              | Compétition     | 1/8 de finale       | 1/32 de finale      | 1/16 de finale          | Quarts de finale    | Demi-finales        | Repêchage 1         | Repêchage 2         | Finale              | Finale |
| Athlète              | Compétition     | Adversaire Résultat | Adversaire Résultat | Adversaire Résultat     | Adversaire Résultat | Adversaire Résultat | Adversaire Résultat | Adversaire Résultat | Adversaire Résultat | Rang   |
| -------------------- | --------------- | ------------------- | ------------------- | ----------------------- | ------------------- | ------------------- | ------------------- | ------------------- | ------------------- | ------ |
| Houd Zourdani        | Moins de 66 kg  |                     | Yigal Kopinsky      | Davaadorjin Tomorkhuleg |                     |                     |                     |                     |                     |        |
| Abderahmane Benamadi | Moins de 90 kg  | Sherali Juraev      |                     |                         |                     |                     |                     |                     |                     |        |
| Lyès Bouyacoub       | Moins de 100 kg |                     | Ivan Remarenco      | Elmar Gasimov           |                     |                     |                     |                     |                     |        |
| Mohamed-Amine Tayeb  | Plus de 100 kg  |                     | Temuulen Battulga   | Teddy Riner             |                     |                     |                     |                     |                     |        |

| Athlète       | Compétition   | 1/16 de finale      | 1/8 de finale       | Quarts de finale    | Demi-finales        | Repêchage 1         | Repêchage 2         | Finale              | Finale |
| Athlète       | Compétition   | Adversaire Résultat | Adversaire Résultat | Adversaire Résultat | Adversaire Résultat | Adversaire Résultat | Adversaire Résultat | Adversaire Résultat | Rang   |
| ------------- | ------------- | ------------------- | ------------------- | ------------------- | ------------------- | ------------------- | ------------------- | ------------------- | ------ |
| Sonia Asselah | Plus de 78 kg |                     | Yu Song             |                     |                     |                     |                     |                     |        |

## Natation

### Natation sportive
| Athlète          | Épreuve          | Séries  | Séries | Demi-finales | Demi-finales | Finale  | Finale  |
| Athlète          | Épreuve          | Temps   | Rang   | Temps        | Rang         | Temps   | Rang    |
| ---------------- | ---------------- | ------- | ------ | ------------ | ------------ | ------- | ------- |
| Oussama Sahnoune | 50 m nage libre  | 22 s 27 | 25e    | Éliminé      | Éliminé      | Éliminé | Éliminé |
| Oussama Sahnoune | 100 m nage libre | 49 s 20 | 31e    | Éliminé      | Éliminé      | Éliminé | Éliminé |

## Tir
| Athlète        | Compétition                  | Qualification | Qualification | Finale  | Finale  |         |
| Athlète        | Compétition                  | Points        | Rang          | Points  | Rang    |         |
| -------------- | ---------------------------- | ------------- | ------------- | ------- | ------- | ------- |
| Chafik Bouaoud | Carabine à 10 m air comprimé | 612.1         | 47e           | Éliminé | Éliminé | Éliminé |

## Voile
| Athlète      | Compétition | Régate 1 | Régate 2 | Régate 3 | Régate 4 | Régate 5 | Régate 6 | Régate 7 | Régate 8 | Régate 9 | Régate 10 | Régate 11 | Régate 12 | Total net | Total net | Medal Race | Total | Rang |
| Athlète      | Compétition | Score    | Score    | Score    | Score    | Score    | Score    | Score    | Score    | Score    | Score     | Score     | Score     | Score     | Rang      | Score      | Total | Rang |
| ------------ | ----------- | -------- | -------- | -------- | -------- | -------- | -------- | -------- | -------- | -------- | --------- | --------- | --------- | --------- | --------- | ---------- | ----- | ---- |
| Hamza Bouras | RS:X        |          |          |          |          |          |          |          |          |          |           |           |           |           |           |            |       |      |

| Athlète               | Compétition  | Régate 1 | Régate 2 | Régate 3 | Régate 4 | Régate 5 | Régate 6 | Régate 7 | Régate 8 | Régate 9 | Régate 10 | Régate 11 | Régate 12 | Total net | Total net | Medal Race | Total | Rang |
| Athlète               | Compétition  | Score    | Score    | Score    | Score    | Score    | Score    | Score    | Score    | Score    | Score     | Score     | Score     | Score     | Rang      | Score      | Total | Rang |
| --------------------- | ------------ | -------- | -------- | -------- | -------- | -------- | -------- | -------- | -------- | -------- | --------- | --------- | --------- | --------- | --------- | ---------- | ----- | ---- |
| Katia Belabbas        | RS:X         |          |          |          |          |          |          |          |          |          |           |           |           |           |           |            |       |      |
| Imène Cherif-Sahraoui | Laser Radial | 33.0     | 35.0     | 35.0     | 34.0     | 38.0     | 38.0     | 35.0     | 38.0     | 38.0     | 38.0      | NC        | NC        | 325       | 37        |            |       |      |